# 布尔什维克调和派
布尔什维克调和派（俄语：Большевики-примиренцы），又称中间派、布尔什维克党员或无派系布尔什维克，在苏联史学中是指俄国社会民主工党内部主张调和孟什维克与布尔什维克的关系的党内反对派团体。
该团体的领导者包括米龙·弗拉基米罗夫、阿列克谢·柳比莫夫和索洛蒙·洛佐夫斯基。他们支持与格奥尔基·普列汉诺夫领导的反取消主义孟什维克组织靠拢。尽管他们仍然是布尔什维克，但不认同列宁派的策略，反对其对不同意见者的不宽容。
“调和主义”是托洛茨基和弗拉基米尔·列宁的主要分歧之一：托洛茨基关注的是两派的重新统一，而列宁关心的则是布尔什维克对孟什维克的吞并。
根据1935年—1940年出版的《乌沙科夫解释词典》，“调和派”的定义为：试图调和、缓解或掩盖阶级矛盾并助长机会主义者的活动的人，试图削弱布尔什维克党与机会主义斗争的人，无论是“右派”还是“左派”。……调和派始终是孟什维克、托派和党内右派的代理人。